# Albert Millaud

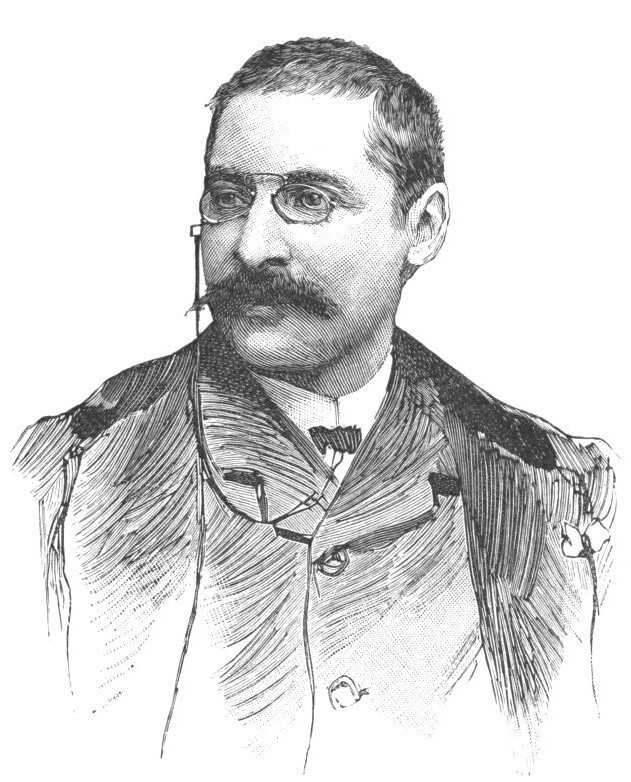
Albert Millaud

Paul Arthur Albert David Samuel Millaud (* 13. Januar 1844 in Paris; † 23. Oktober 1892), auch unter den Pseudonymen d’Oronte, La Bruyère, Saint-Simon, Paul Hémery, Lafontaine und Baron Grimm bekannt, war ein französischer Journalist, Schriftsteller und Dramatiker.

## Leben und Werk
Millaud wurde als Sohn des Bankers Moïse Millaud geboren.
Nach dem Jura-Studium veröffentlichte er 1865 das Gedicht Fantaisies de jeunesse. Unter dem Pseudonym „d’Oronte“ schrieb er Artikel in der La Gazette de Hollande und der La Revue de poche, später schrieb er auch für Le Figaro.
1872 verfasste er sein erstes Theaterstück, Le Péché véniel. Es folgten Le Péché véniel (1872), Pentus (1873), La Farce de la femme muette und Le Collier d’or (1877), Lili (1882) und Le Fiacre 117 (1891).
Millaud verfasste auch Libretti für Operetten, z. B. Die Kreolin für Jacques Offenbach, 1875 und Mamzelle Nitouche für Hervé, 1883.

## Publikationen
- 1865: Fantaisies de jeunesse.
- 1866: Physiologies parisiennes.
- 1869–1872: Petite Némésis.
- 1873: Voyage d’un fantaisiste: Vienne, le Danube, Constantinople.
- 1876: Lettres du Baron Grimm: Souvenirs, Historiettes et Anecdotes parlementaires.
- 1878: Les Petites Comédies de la politique.
- La Comédie du jour sous la république athénienne.
- Croquis parlementaire.